# Anthemountas
Anthemountas este un oraș în Grecia în prefectura Halkidiki. În 2001, Anthemountas avea o populație de circa 4500 de locuitori.